# Martinique zászlaja
Martinique zászlaja Martinique egyik nemzeti jelképe.
A történelmi zászlót 1776. augusztus 4-én vezették be. A régi francia kereskedelmi felségjelzést négy fehér kígyó díszíti. A kígyók Martinique-n őshonos (Bothrops lanceolatus) viperát ábrázolják, amelyek az L alakú negyedekben helyezkednek el.
Létezik továbbá két külön zászló, amit két, a sziget függetlenedését napirenden tartó párt a Martinique-i Függetlenségi Mozgalom és a Martinique-i Haladó Párt használ.

A Martinique-i Haladó Párt zászlaja, amit a Martinique-i Köztársaság zászlajának neveznek
A Martinique-i Függetlenségi Mozgalom zászlaja (többnyire csak a párt szimbóluma)